# Іракліон (аеропорт)
Міжнародний аеропорт «Нікос Казандзакіс» (грец. Κρατικός Αερολιμένας Ηρακλείου, "Νίκος Καζαντζάκης", (IATA: HER, ICAO: LGIR)) — аеропорт у грецькому місті Іракліон, адміністративнрму центрі острова Крит. Названий на честь Нікоса Казандзакіса — критського письменника та філософа. Міжнародний аеропорт «Нікос Казандзакіс» є другим за величиною аеропортом країни, поступаючись лише Афінському аеропорту «Елефтеріос Венізелос».

## Історія
Аеропорт вперше відкрито в березні 1939 року. 
Тоді це був лише шматок рівної сільськогосподарської землі. 
Перший літак (Junkers Ju 52) доставив на місце перших пасажирів. 
Під час Другої світової війни аеродром був місцем битви за Іракліон, як складова битви за Крит у 1941 році. 
Цивільні операції припинилися, але восени 1946 року рух відновився, прийнявши літак DC-3. 

Спочатку аеропорт пропонував лише базові послуги, лише з примітивними установками на майданчику у вигляді трьох наметів, димарів для визначення вітру та штормових ліхтарів для освітлення злітно-посадкової смуги.
В 1947 році був побудований перший (малий) термінал. 
Hellenic Airlines розпочала комерційні рейси в 1948 році. 
Тоді загалом було обслужено 4000 осіб. 
В 1953 році була побудована злітно-посадкова смуга з твердим покриттям, яка спочатку мала довжину 1850 м.
Наступна велика подія відбулася в 1954 році, коли в аеропорту вперше приземлився чотиримоторний літак DC-4. 
Того року аеропорт обслужив близько 18 000 пасажирів. 
З 1957 року нова авіакомпанія Olympic Airways використовувала аеропорт, починаючи з літаків DC-6. 
Jojo AIR також літав сюди, але припинив польоти 2 липня 2001 року.
З 1968 до 1971 року злітно-посадкова смуга була подовжена до 2680 метрів, а також побудовано новий термінал та інші об’єкти, що фактично перетворило аеропорт на новий. 
18 березня 1971 року в аеропорту відбувся перший чартерний рейс з-за кордону (British Airways). 
Сам новий аеропорт був офіційно відкритий 5 травня 1972 року. 
Останній проєкт розширення аеропорту стартував в жовтні 2017 року. 

та було завершено 30 березня 2018 року. 

## Авіалінії та напрямки, січень 2023
| Авіакомпанія                  | Пункт призначення |
| ----------------------------- | --- |
| Aegean Airlines               | Афіни Сезонні: Александруполіс, Белград, Бордо, Брест-Бретань, Довіль, Дюссельдорф, Франкфурт, Ліон, Марсель, Мюнхен, Нант, Ніцца, Париж–Шарль де Голль, Штутгарт, Тель-Авів, Тирана, Тулуза, Відень, Цюрих Сезонний чартер: Брашов (з 16 червня 2023), Фрідріхсгафен, Гданськ, Меммінген (з 30 травня 2023),Мюнстер/Оснабрюк, Єреван |
| AeroItalia                    | Сезонні: Мілан-Бергамо (з 28 березня 2023), Флоренція (з 13 червня 2023) |
| Air Astana                    | Сезонні: Алмати, Нур-Султан |
| Air France                    | Сезонний: Марсель, Ніцца, Париж–Шарль де Голль |
| Air Moldova                   | Сезонний чартер: Кишинів |
| Air Serbia                    | Сезонний: Белград (з 3 травня 2023 р.) [26]2023) |
| AirBaltic                     | Сезонний чартер: Рига, Таллінн (з 3 травня 2023), Вільнюс (з 4 травня 2023) |
| Animawings                    | Сезонний: Бухарест, Клуж-Напока |
| Arkia                         | Сезонний чартер: Тель-Авів |
| ASL Airlines France           | Сезонний чартер: Ліон |
| Austrian Airlines             | Сезонний: Відень Сезонний чартер: Зальцбург |
| Avion Express                 | Сезонний чартер: Вільнюс |
| BlueBird Airways              | Сезонний чартер: Тель-Авів |
| British Airways               | Сезонний: Лондон–Гатвік, Лондон–Хітроу |
| Brussels Airlines             | Сезонний: Брюссель |
| Bulgaria Air                  | Сезонний чартер: Софія |
| Buzz                          | Сезонний чартер: Гданськ, Катовиці, Ряшів, Вроцлав |
| Chair Airlines                | Сезонний: Цюрих |
| Condor                        | Сезонний: Дюссельдорф, Франкфурт, Гамбург, Лейпциг/Галле, Мюнхен, Штутгарт, Відень, Цюрих |
| Corendon Airlines             | Сезонний: Берлін, Кельн/Бонн, Дюссельдорф, Ерфурт/Веймар, Грац, Ганновер, Лінц , Нюрнберг, Росток, Відень |
| Corendon Dutch Airlines       | Сезонний: Амстердам, Брюссель, Гронінген, Маастрихт/Аахен, Роттердам (з 10 травня 2023) |
| Cycladic                      | Родос, Санторіні |
| Cyprus Airways                | Ларнака |
| easyJet                       | Сезонний: Базель-Мюлуз-Фрайбург, Берлін, Бордо, Бристоль, Единбург, Женева, Ліверпуль, Лондон–Гатвік, Лондон–Лутон, Манчестер, Мілан–Мальпенса, Нант, Париж–Шарль де Голль |
| Edelweiss Air                 | Сезонний: Цюрих |
| Enter Air                     | Сезонний чартер: Катовиці, Варшава-Шопен, Карлсруе/Баден-Баден |
| Etihad Airways                | Сезонний: Абу-Дабі |
| European Air Charter          | Сезонний чартер: Фрідріхсгафен, Грац, Лінц, Варна (з 5 вересня 2023) |
| Eurowings                     | Сезонний: Берлін, Кельн/Бонн, Дортмунд, Дюссельдорф, Гамбург, Прага, Зальцбург, Штутгарт Сезонний чартер: Інсбрук |
| Eurowings Discover            | Сезонно: Франкфурт, Мюнхен |
| Finnair                       | Сезонний: Гельсінкі |
| FlyOne                        | Сезонний чартер: Кишинів |
| Freebird Airlines Europe      | Сезонний чартер: Кельн/Бонн, Лейпциг/Галле, Падерборн/Ліппштадт |
| Georgian Airways              | Сезонний: Єреван |
| GetJet Airlines               | Сезонний чартер: Вільнюс |
| Helvetic Airways              | Сезонний: Берн, Цюрих |
| Iberia Express                | Сезонний: Мадрид |
| Iberojet                      | Сезонний чартер: Лісабон |
| Israir                        | Сезонний чартер: Тель-Авів |
| ITA Airways                   | Сезонний: Мілан–Лінате, Рим–Ф'юмічіно |
| Jet2.com                      | Сезонний: Белфаст-Міжнародний, Бірмінгем, Бристоль, Східний Мідландс, Единбург, Глазго, Лідс/Бредфорд, Лондон-Станстед, Манчестер, Ньюкасл |
| LOT Polish Airlines           | Сезонний: Катовиці |
| Lufthansa                     | Сезонний: Франкфурт, Мюнхен |
| Luxair                        | Сезонний: Люксембург |
| Neos                          | Сезонний: Бергамо, Болонья, Мілан-Мальпенса, Рим–Ф'юмічіно, Верона |
| Norwegian Air Shuttle         | Сезонний: Копенгаген, Осло–Гардермуен, Стокгольм-Арланда |
| Olympic Air                   | Салоніки Сезонний: Родос |
| Ryanair                       | Сезонний: Мілан-Бергамо, Берлін, Болонья, Брюссель-Шарлеруа, Мілан–Мальпенса, Салоніки, Відень |
| Scandinavian Airlines         | Сезонний: Осло-Гардермуен, Копенгаген Сезонний чартер: Гетеборг |
| Sky Express                   | Афіни, Кос, Родос, Салоніки Сезонний: Брюссель, Карпатос, Лілль, Ліон, Марсель, Нант, Париж–Шарль де Голль, Волос, Варшава–Шопен, Закінф Сезонний чартер: Амстердам, Лісабон, Веце (з 13 травня 2023) |
| SmartLynx Airlines            | Сезонний чартер: Таллінн |
| SmartWings                    | Сезонний: Братислава, Брно, Кошиці, Острава, Прага Сезонний чартер: Гданськ, Карлові Вари (з 4 червня 2023), Познань, Варшава–Шопен, Вроцлав |
| Sunclass Airlines             | Сезонний чартер: Біллунн, Копенгаген, Гетеборг, Мальме, Осло , Стокгольм–Арланда |
| Sundair                       | Сезонний: Берлін, Бремен, Дрезден, Дюссельдорф, Кассель, Любек |
| Swiss International Air Lines | Сезонний: Женева |
| Trade Air                     | Сезонний чартер: Любляна |
| Transavia                     | Амстердам Сезонний: Брюссель, Ейндговен, Ліон, Монпельє, Нант, Париж–Орлі, Роттердам/Гаага |
| TUI Airways                   | Сезонний: Белфаст-Міжнародний (з 15 травня 2023), Бірмінгем, Борнмут, Бристоль, Кардіфф, Східний Мідландс, Ексетер, Лондон–Гатвік, Лондон–Станстед, Манчестер, Ньюкасл, Норвіч Сезонний чартер: Дублін |
| TUI fly Deutschland           | Сезонний: Дюссельдорф, Франкфурт, Ганновер, Мюнхен, Штутгарт |
| TUIfly Belgium                | Сезонний: Брюссель, Брюссель-Шарлеруа, Льєж, Лілль, Остенде/Брюгге |
| TUI fly Netherlands           | Сезонний: Амстердам, Ейндговен, Роттердам |
| Tus Airways                   | Ларнака Сезонно: Тель-Авів |
| Volotea                       | Афіни Сезонний: Барі (з 30 травня 2023), Бордо (з 29 квітня 2023), Лілль, Ліон, Марсель, Нант, Неаполь, Тулуза, Верона |
| Vueling                       | Сезонний: Барселона, Рим-Ф'юмічіно |
| Wizz Air                      | Сезонні: Белград, Бухарест, Будапешт, Кардіфф, Катанія, Гданськ, Краків, Лондон–Лутон, Мілан–Мальпенса, Рим–Ф'юмічіно, Тель-Авів, Варшава–Шопен |

## Статистика
Див. джерело запитів Вікіданих та джерела.
| Рік  | Авіатрафік | Пасажирообіг | Зміна пасажирообігу (%) |
| ---- | ---------- | ------------ | ----------------------- |
| 2001 | 39,290     | 5,046,726    | ▼ 2.0                   |
| 2002 | 36,664     | 4,791,729    | ▼ 5.1                   |
| 2003 | 39,523     | 4,833,507    | ▲ 0.9                   |
| 2004 | 38,170     | 4,712,508    | ▼ 2,5                   |
| 2005 | 38,266     | 4,932,911    | ▲ 4.7                   |
| 2006 | 43,740     | 5,345,652    | ▲ 8.4                   |
| 2007 | 46,012     | 5,438,369    | ▲ 1.7                   |
| 2008 | 45,280     | 5,437,068    | ▼ 0.02                  |
| 2009 | 44,842     | 5,052,840    | ▼ 7.1                   |
| 2010 | 42,396     | 4,907,337    | ▼ 2.9                   |
| 2011 | 44,520     | 5,292,687    | ▲ 7.9                   |
| 2012 | 40,856     | 5,076,329    | ▼ 4.6                   |
| 2013 | 43,544     | 5,792,429    | ▲ 14.7                  |
| 2014 | 43,637     | 6,024,958    | ▲ 5.2                   |
| 2015 | 43,970     | 6,057,355    | ▲ 0.5                   |
| 2016 | 47,804     | 6,742,746    | ▲ 11.3                  |
| 2017 | 51,114     | 7,336,783    | ▲ 8.8                   |
| 2018 | 55,680     | 8,216,728    | ▲ 12.0                  |